# Moliterno
Moliterno es una localidad italiana de la provincia de Potenza, región de Basilicata, con 4.381 habitantes.

## Evolución demográfica
| Gráfica de evolución demográfica de Moliterno entre 1861 y 2001 |
|                                                                 |
| Fuente ISTAT - Elaboración gráfica por parte de Wikipedia       |